# Ralliement créditiste
Le ralliement créditiste était le parti politique qui défendait, au Québec, les positions du crédit social sur la scène politique fédérale. Avant de se nommer Ralliement créditiste, ce parti a été connu sous les noms de Union des électeurs, Candidat des électeurs, Candidat libéral des électeurs et Ralliement créditiste du Canada
À ne pas confondre avec le Ralliement créditiste du Québec qui était le parti politique qui défendait les positions du crédit social sur la scène politique provinciale québécoise.

## Union des électeurs
Le mouvement créditiste apparaît d'abord au Québec sous le nom de l'Union des électeurs, fondé en 1939 par Louis Even et Gilberte Côté-Mercier. Lors de l'élection fédérale de 1940 il présente deux candidats, Louis Even et Armand Turpin, sous la bannière du mouvement pancanadien Nouvelle Démocratie. Even remporte 17 % des voix et termine troisième dans la circonscription de Lac-Saint-Jean—Roberval. Turpin termine deuxième avec plus de 31,8 % des voix dans Hull.
L'Union des électeurs présente plusieurs candidats lors de l'élection québécoise de 1944, mais ne remporte aucun siège. Lors de l'élection générale de 1948, le parti réussit à remporter 9,25 % des voix à l'échelle de la province, mais ne réussit pas encore une fois à faire élire de député.
Réal Caouette remporte une élection partielle en 1946 sous la bannière du parti et siège en tant que député à la Chambre des communes du Canada. Il ne réussit toutefois pas à se faire réélire dans l'élection fédérale de 1949 lors duquel le parti présente 56 candidats. Aucun n'est élu. Le parti finit par sombrer dans l'oubli.
Even et Mercier fondent également un groupe catholique appelé « Pèlerins de Saint Michel », basé à Rougemont (Québec), qui continue de prôner un mélange de réforme monétaire selon la théorie du crédit social et de conservatisme catholique. Les Pèlerins publient le journal Vers Demain, qui porte différents titres dans plusieurs langues. Fondé en 1939, le groupe est surnommé « les bérets blancs » à cause des couvre-chefs portés par ses membres.

### Résultats électoraux
| Élections fédérales    |                |             |                 |            |
| Élection               | # de candidats | # de sièges | # total de voix | % des voix |
| 1945                   | 1              | 0           | 596             | 0,01 %     |
| 1949                   | 56             | 0           | 86 087          | 1,47 %     |
| Élections provinciales |                |             |                 |            |
| Élection               | # de candidats | # de sièges | # total de voix | % des voix |
| 1944                   | 11             | 0           | 16 542          | 1,2 %      |
| 1948                   | 92             | 0           | 140 050         | 9,25 %     |

## Candidat des électeurs
Lors de l'élection fédérale de 1957 et l'élection fédérale de 1958, Réal Caouette dirige un groupe de candidats sous ce nom, mais aucun ne parvient à se faire élire.

## Candidat libéral des électeurs
Lors de l'élection fédérale de 1962 et de l'élection fédérale de 1963, un petit groupe qui s'était séparé du Ralliement des créditistes, l'aile québécoise du Parti Crédit social du Canada, présente des candidats sous le nom de Candidat libéral des électeurs, sans succès. Le candidat de 1962, J.-Édouard Pharon, reçoit 1800 voix — 500 de plus que le candidat officiel du Crédit social.

## Ralliement des créditistes du Canada
Réal Caouette avait été un inconditionnel du mouvement créditiste depuis 1939 lorsqu'il s'était joint au mouvement et avait été candidat pour l'Union des électeurs. Il remporte une élection partielle en 1946 et devient député à la Chambre des communes, mais est défait lors de l'élection générale suivante. Il était un vrai croyant dans la théorie du crédit social et en parlait dans ses discours avec un charisme quasi-évangélique.
Le 4 mai 1958, il rompt avec les fondateurs de l'Union des électeurs Louis Even et Gilberte Côté-Mercier et forme le Ralliement des créditistes du Canada en tant qu'aile québécoise du Parti Crédit social du Canada. Caouette est nommé chef de la nouvelle formation. Ses discours à la télévision lui attirent un très grand nombre de partisans. En 1961, Caouette est candidat à la direction du Parti Crédit social national, mais est défait par Robert N. Thompson.
Grâce au talent d'orateur de Caouette, le Crédit social réussit une percée lors de l'élection fédérale de 1962, remportant 26 sièges au Québec. Seuls 4 députés créditistes sont élus dans le reste du Canada.
Thompson refuse de quitter le poste de chef du parti national après 1962, même si le caucus créditiste provenait en très grande majorité du Québec et considérait Caouette comme son chef. Thompson nomme Caouette chef adjoint du parti.
Cette tension mène à un schisme : en 1963, l'aile québécoise devient indépendante du parti dans le reste du pays sous le nom de Ralliement des créditistes. Des 20 députés créditistes élus au Québec lors de l'élection de 1963, 13 rejoignent Caouette au sein du Ralliement indépendant, 5 se présentent à l'élection suivante en tant qu'indépendants et 2 se joignent au Parti progressiste-conservateur du Canada.
Le Ralliement participe à l'élection de 1965 en tant que parti indépendant. En 1967, Thompson fait défection vers les progressistes-conservateurs.

### Résultats électoraux
| Élection | # de candidats | # de sièges | # total de voix | % des voix |
| -------- | -------------- | ----------- | --------------- | ---------- |
| 1965     | 77             | 9           | 359 258         | 4,66 %     |

## Ralliement créditiste
En octobre 1967, le Ralliement des créditistes change son nom en Ralliement créditiste.
Lors de l'élection fédérale de 1968, le Parti Crédit social ne remporte aucun siège à la Chambre des communes, tandis que le Ralliement créditiste de Réal Caouette fait élire plusieurs députés.
Le 25 janvier 1970, le Ralliement créditiste fédéral fonde une aile provinciale au Québec, le Ralliement créditiste du Québec, pour participer aux élections provinciales.
En 1971, Caouette et le Ralliement créditiste reviennent au Parti Crédit social du Canada, et Caouette est élu chef national.

### Résultats électoraux
| Élection | # de candidats | # de sièges | # total de voix | % des voix |
| -------- | -------------- | ----------- | --------------- | ---------- |
| 1968     | 72             | 14          | 360 404         | 4,43 %     |

## Sources
- (en) Cet article est partiellement ou en totalité issu de l’article de Wikipédia en anglais intitulé « Ralliement créditiste » (voir la liste des auteurs).
- La répartition des voix aux élections générales — Assemblée nationale du Québec